# Jacob Steiner (Literaturwissenschaftler)
Jacob Steiner (* 1. Oktober 1926; † 3. Februar 2009 in Ittigen, heimatberechtigt in Innerbirrmoos) war ein Schweizer Literaturwissenschaftler.

## Leben
Steiner legte 1945 die Matura am Literargymnasium Bern ab und studierte anschliessend Germanistik, Kunstgeschichte und Philosophie an der Universität Bern und seit 1948 an der Universität Zürich. In Zürich promovierte er 1954 mit einer Arbeit über Goethes Wilhelm Meisters Lehrjahre bei Emil Staiger. Von 1951 bis 1953 arbeitete er als Hauptlehrer für Deutsch an der Dolmetscherschule in Zürich und von 1952 bis 1955 war er Assistent am Deutschen Seminar der Universität Zürich. Danach ging er nach Schweden, wo er 1956 an der Universität Uppsala eine Stelle als Lektor erhielt. Er habilitierte sich 1960 an dieser Universität und erhielt im selben Jahr die Venia legendi der Universität Stockholm. Von 1961 bis 1964 lehrte er in Stockholm als ausserordentlicher Professor. 1963/64 nahm Steiner eine Vertretungsprofessur an der Universität München wahr, auf das Herbstsemester 1964 wechselte er an die Westfälische Wilhelms-Universität Münster, wo er die Leitung des Germanistischen Instituts übernahm. Von 1968 bis 1972 war er ordentlicher Professor in Göttingen und von 1972 bis zu seiner Emeritierung 1992 in Karlsruhe. In Karlsruhe übernahm er auch verschiedene administrative Ämter innerhalb der Universität: Er war Dekan (1974–79), Prodekan (1979–83) und Wahldekan (1985–92) der geisteswissenschaftlichen Fakultät. 1976 und 1983 war er Visiting Max Kade Professor an der University of Kansas.
Von 1982 bis 1993 war Steiner Präsident der Rilke-Gesellschaft, seit 1986 gehörte er dem Stiftungsrat der Fondation Rilke an und von 1992 bis 1999 war er Präsident des Vereins zur Förderung des Schweizerischen Literaturarchivs.
1992 kuratierte er zusammen mit seiner Frau Beatrice Steiner im Strauhof Zürich eine Ausstellung über Rainer Maria Rilke und die Schweiz, zu der er auch den Begleitband herausgab.
Steiner, der nach seiner Emeritierung wieder in der Schweiz lebte, starb im Februar 2009 in Ittigen bei Bern.

## Forschung
Das Spezialgebiet von Jacob Steiner war die Dichtung Rainer Maria Rilkes, über den er zahlreiche Aufsätze und zu dessen Duineser Elegien er einen vielzitierten Stellenkommentar verfasst hat. Ausserdem hat er zu Goethe, zur Literatur des 19. Jahrhunderts (Mörike, Storm, Keller, Fontane), zur Lyrik der Moderne (George, Hofmannsthal, Trakl), aber auch zu populären Autoren wie Johann Peter Hebel und Joseph Victor von Scheffel sowie zu Friedrich Dürrenmatt geforscht.

## Werke (Auswahl)
Monographien
- Sprache und Stilwandel in Goethes «Wilhelm Meister» (= Zürcher Beiträge zur deutschen Sprach- und Stilgeschichte. 7). Atlantis, Zürich 1959.
  - Neuauflage: Goethes «Wilhelm Meister»: Sprache und Stilwandel. Kohlhammer, Stuttgart 1966.
- Erläuterungen zu Goethes Faust I. Bokförlaget Natur och kultur, Stockholm 1959.
- Rilkes Duineser Elegien. Francke, Bern 1962. 2. Auflage 1969.
- Rilke: Vorträge und Aufsätze. von Loeper, Karlsruhe 1986.

Herausgeberschaften
- Rainer Maria Rilke und die Schweiz. Ausstellungskatalog. Offizin Verlag, Zürich; Akademie-Verlag, Berlin 1992.